# Franziskaner (OFM)

Das Emblem des Ordens zeigt ein Kreuz aus Holz, darunter kreuzen sich zwei Arme mit Stigmata, einer im Ordenshabit (Franziskus) und einer nackt (Jesus), über einer Wolke

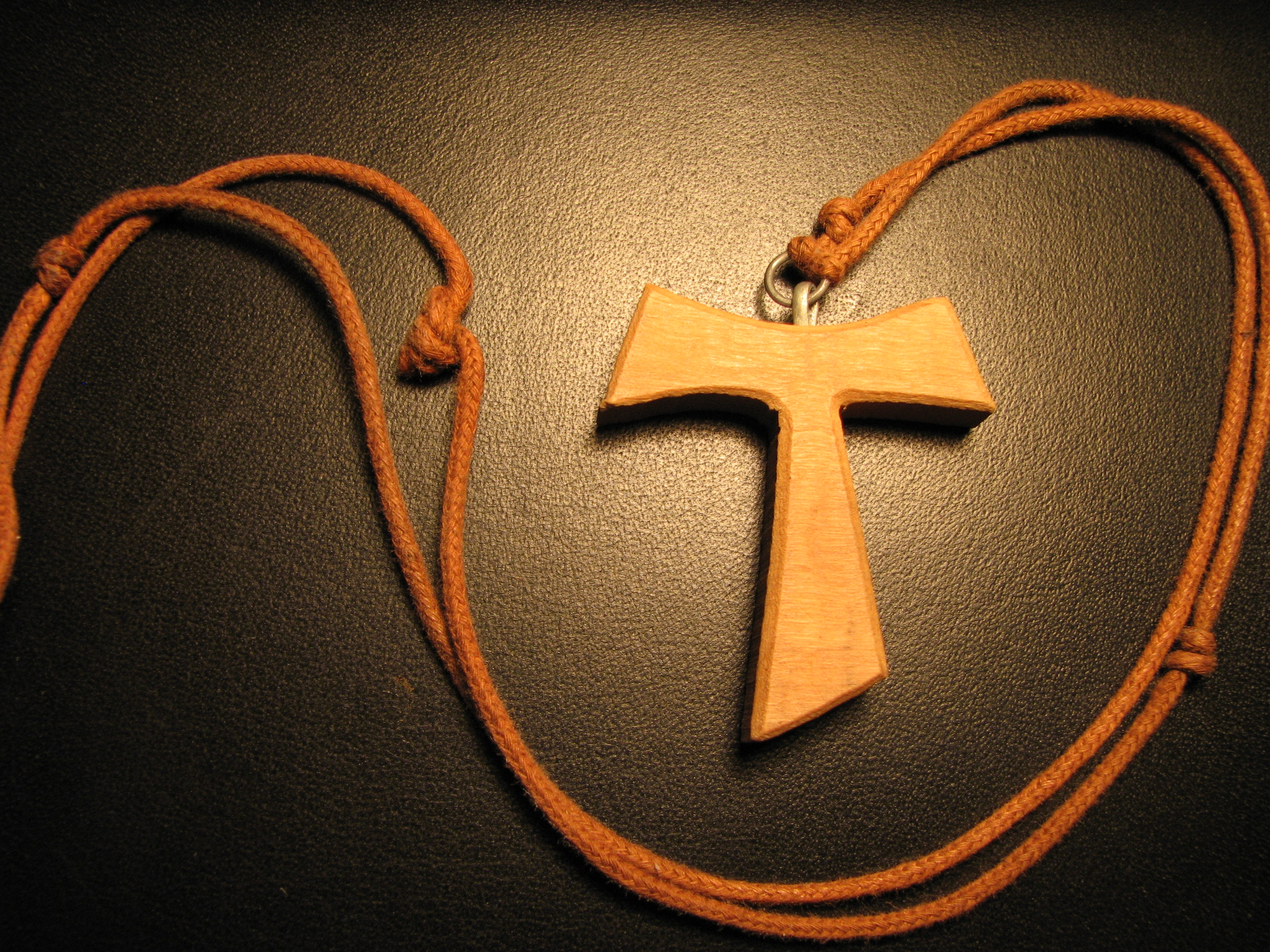
Taukreuz, franziskanisches Zeichen

Die Franziskaner (Ordenskürzel OFM; lateinisch ordo fratrum minorum, deutsch Orden der Minderen Brüder) sind ein römisch-katholischer franziskanischer Reformorden. Sie bilden heute – neben den Kapuzinern (OFMCap) und den Minoriten (OFMConv) – einen der drei Zweige des ersten Ordens des heiligen Franziskus. Im Französischen werden die Franziskaner wegen des Zingulums an ihrer Ordenskleidung neben Franciscains auch Cordeliers genannt.
Als „Franziskaner“ oder „Minoriten“ können, bezogen auf die Zeit vor der Teilung des Ordens 1517, alle Mitglieder des Minderbrüderordens (Ordo fratrum minorum) bezeichnet werden; in der Neuzeit sind jedoch im deutschen Sprachraum mit „Franziskaner“ in der Regel die Observanten und mit „(Franziskaner-)Minoriten“ die Konventualen (Ordo fratrum minorum conventualium) gemeint.
Bei den Observanten gab es nach der Trennung weitere Aufteilungen in die Alcantariner oder Discalceaten, die Recollekten, die Reformaten und die Kapuziner. Aus letzteren entstand noch im 16. Jahrhundert ein eigener Orden, die übrigen Zweige wurden 1897 von Papst Leo XIII. zum Franziskanerorden vereinigt.

## Geschichte

### Von der Gründung bis zum 16. Jahrhundert
Franziskus von Assisi (1181/1182 bis 1226) gründete den Orden der Minderen Brüder, der um 1210 von Papst Innozenz III. anerkannt wurde. Im Lauf der Jahrhunderte verzweigte sich dieser Orden in vielfältiger Weise (vergleiche den Überblicksartikel Franziskanische Orden). Etwa um 1370 entstand die Chronica XXIV Generalium.
Die heutigen Franziskaner (OFM) gingen aus der Observanzbewegung hervor, deren erste Gruppen etwa um die Mitte des 14. Jahrhunderts in Italien entstanden, bald aber auch in Spanien und Frankreich auftauchten. Kennzeichnend für diese Bewegung, die zu dieser Zeit auch in anderen Orden auftrat, war die Rückkehr zu einer strengeren Beachtung (Observanz) der ursprünglichen Ordensregel. Dazu gehörten eine strenge Befolgung des Armutsideals und eine Abwendung von den Städten und die Niederlassung in Einsiedeleien. Sie nahmen auch die ursprüngliche franziskanische Wanderpredigt wieder auf, in der sie die sozialen Missstände der damaligen Zeit anprangerten. Diese Gruppen, zu denen im 15. Jahrhundert z. B. Bernhardin von Siena, Johannes von Capestrano, Albert von Sarteano und Jakobus von der Mark gehörten, erhielten regen Zulauf und wurden, auch bedingt durch die Schwächung des ursprünglichen Stammordens, der sogenannten Konventualen, durch verschiedene äußere Einflüsse (Hundertjähriger Krieg, die Pest in den Städten, das Abendländische Schisma), schnell zu einer Mehrheit im Orden.
Ihr religiöser Eifer, die strenge Beachtung des Armutsideals und ihr Eintreten für die Belange der ärmeren Schichten brachte den Observanten bald die Anerkennung der kirchlichen und weltlichen Fürsten und der Bevölkerung ein. Das Konzil von Konstanz erlaubte 1414 in seiner Konstitution Supplicationibus den Brüdern der strengen Observanz (stricta observantia regularis), sich in allen Provinzen des Ordens niederzulassen und reformwillige Ordensmänner aufzunehmen. Im Jahre 1415 erhielten die französischen Observanten die Erlaubnis, einen eigenen commissarius zu wählen, der zwar dem Generalminister der Franziskaner unterstellt blieb, faktisch aber ein eigener Oberer war. Auch in anderen Ländern erhielten sie eigene Rechte. Diese Selbständigkeit, die eine Gefährdung der Einheit des Ordens darstellte, führte in der Folge zu Rivalitäten und Streitigkeiten innerhalb der verschiedenen Gruppen im Gesamtorden. Zwar wurden immer wieder Einigungs- und Reformversuche unternommen – so die nach Papst Martin V. benannten Martinianischen Konstitutionen von 1430 –, die jedoch nicht zum Erfolg führten, sodass eine Trennung unausweichlich war.

### Trennung in Observanten und Konventualen 1517
Diese Trennung wurde am 19. Mai 1517 durch Papst Leo X. mit der Bulle Ite et vos in vineam meam (dt. ‚Geht auch ihr in meinen Weinberg‘, Mt 20,4 ) vollzogen und bestätigt. Mit dieser Bulle wurde der Franziskanerorden in zwei selbständige Zweige geteilt: die Konventualen (heute Minoriten, OFMConv) und die Observanten (Franziskaner, OFM). Die Observanten, die eine Vereinigung mehrerer unterschiedlicher Reformgruppen wie die Klarener, Amadener und Martinianer darstellen, werden in der Bulle als rechtmäßige Erben des ursprünglichen Ordens betrachtet; sie erhielten das Ordenssiegel und das Recht, den Namen „Minderbrüder“ (Fratres minores) zu führen.
Unterschiedliche Auffassungen über die Anwendung der Regel und die Verwirklichung der Armut sowie die Entwicklungen in den einzelnen Staaten im Rahmen der Reformation und Gegenreformation führten in den folgenden Jahrzehnten zur weiteren Aufteilung der Observanten (aber auch der Konventualen) in verschiedene Gruppierungen. In Spanien kam es 1566/67 sogar zur Wiedervereinigung einer Gruppe reformierter Konventualen mit den Observanten.
Durch die schon im 15. Jahrhundert vollzogene Einteilung des Franziskanerordens in eine cismontane (Italien, Österreich, Ungarn und Polen) und eine ultramontane Familie (Spanien, Frankreich, Deutschland und Amerika) blieben weitere Reformimpulse auf die jeweiligen Familien und die Landesgrenzen beschränkt.
- In Spanien entstand aus einer Eremitenbewegung in den Jahren nach der Spaltung ein reformierter Zweig, die Franziskaner-Discalceaten (Barfüßer) oder Minoriten der strengsten Observanz, die von Petrus von Alcántara gegründet wurden – daher auch Alcantariner genannt – und sich bald zu einem selbständigen Orden entwickelten.

- In den übrigen ultramontanen Ländern entstand gegen Ende des 16. Jahrhunderts ein weiterer Reformzweig, der sich Rekollekten (Zurückgezogene) nannte (zu diesem Zweig gehörten auch die meisten deutschen Franziskaner).

- Auch in Italien entwickelten sich Reformzweige der Observanten, deren wichtigster die Kapuziner (seit 1619 selbständig) waren, die als dritter Zweig des ersten Ordens bis heute existieren. Die anderen, kleineren Gruppen vereinigten sich später zum eigenen Zweig der Reformaten, die sich gleich ihren spanischen Brüdern die Selbständigkeit erkämpften, aber zur cismontanen Familie gehörten. Die erste Reformatenprovinz im Orden war ab 1625 die Bayerische Franziskanerprovinz.[4]

Am Ende dieser Entwicklung standen also vier selbständige Gruppen, die sich aus dem Zweig der Franziskaner-Observanten entwickelt haben: die Observanten selbst, die Discalceaten, die Reformaten und die Rekollekten.

### Union 1897
In den folgenden Jahrhunderten teilten die Franziskaner-Observanten das Schicksal aller franziskanischen Männerorden. Sie beteiligten sich an der Mission, mussten durch die Französische Revolution und die folgende Säkularisation erhebliche Einschränkungen hinnehmen und profitierten von der Aufbruchsphase in der zweiten Hälfte des 19. Jahrhunderts, blieben aber die ganze Zeit über geteilt. Erst im Jahre 1897 wurden die auf vatikanischen Druck neu entstandenen Unions-Konstitutionen durch das Generalkapitel approbiert, und Papst Leo XIII. konnte am 4. Oktober 1897 die vier Familien mit der Unionsbulle Felicitate quadam zum neuen Orden der Minderen Brüder (Franziskaner OFM) vereinen. Am folgenden Tag trat die gesamte Ordensleitung mit ihrem Generalminister Aloysius Canali da Parma zurück. Der erste Generalminister des vereinten Ordens wurde der deutsche Franziskaner Aloysius Lauer, der auch schon in der Kommission zur Ausarbeitung der neuen, gemeinsamen Generalkonstitution den Vorsitz geführt hatte.

### 21. Jahrhundert
Im Dezember 2014 wurde von schweren finanziellen Problemen und einer bevorstehenden Insolvenz des Gesamtordens berichtet, hausinterne Ermittlungen hätten „zweifelhafte Finanzoperationen“ aufgezeigt, staatliche Ermittlungsbehörden wurden eingeschaltet. Unter anderem sollen Gelder in Gesellschaften investiert worden sein, gegen die wegen illegalen Geschäften, etwa Drogen- und Waffenhandel, ermittelt wird. Schweizer Justizbehörden sollen Bankkonten des Ordens beschlagnahmt haben. Der franziskanische Generalminister Michael Anthony Perry beschrieb dies in einem offenen Brief an seine Ordensbrüder: der Orden „hat schwere, ich unterstreiche schwere finanzielle Probleme mit einem beträchtlichen Betrag an Schulden“.
Die rund einhundert lokalen Provinzen des Ordens – so auch die Deutsche Franziskanerprovinz mit ihren Klöstern und Einrichtungen – sind finanziell selbständig und daher nicht direkt betroffen. Die deutschen Franziskaner fühlen sich dennoch im Rahmen der franziskanischen Solidargemeinschaft herausgefordert und fordern konsequente Aufklärung, einen transparenten und verantworteten Umgang des Ordens mit den materiellen Gütern und die Verbesserung entsprechender Kontrollmechanismen.
Ende 2014 war der Franziskanerorden in 120 Ländern tätig und hatte weltweit 13.632 Mitglieder, darunter sechs Kardinäle, 113 Bischöfe und 1140 Novizen und Postulanten. 1161 Franziskaner lebten in Afrika und Nahost, 3334 in Lateinamerika, 1273 in Nordamerika, 1423 in Asien und Ozeanien, 2442 in Osteuropa und 3999 in Westeuropa. Als Beispiel sei der „Convento Santo Antônio“ in Ipuarana (Brasilien) genannt.

### Sexueller Missbrauch
- Siehe auch: Fälle des sexuellen Missbrauchs in der römisch-katholischen Kirche in Deutschland#Franziskaner

## Anliegen, Merkmale und Aufgaben des Ordens

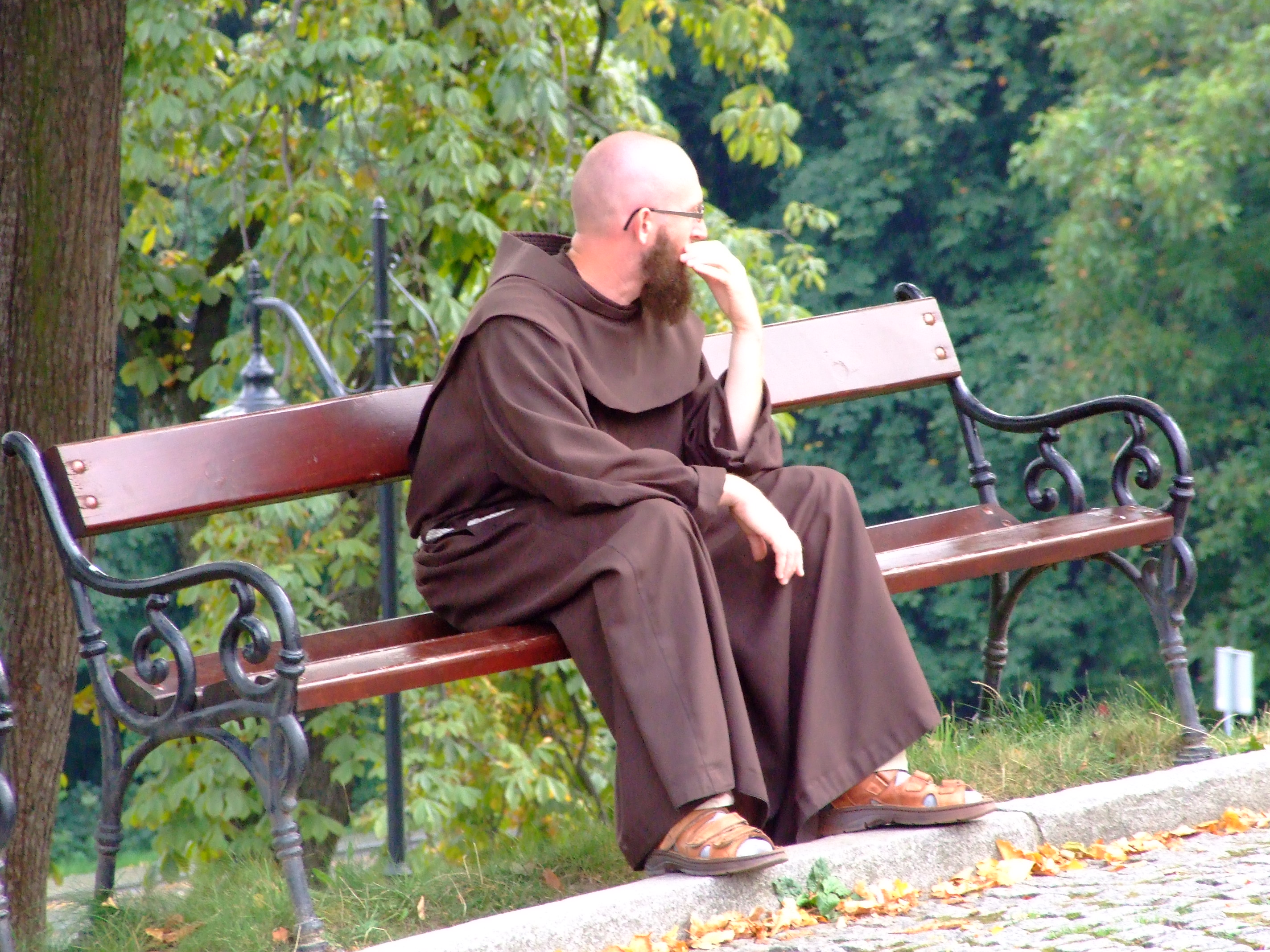
Franziskaner tragen in der Regel einen braunen Habit mit weißem Zingulum.

### Lebensweise
Die Franziskaner leben, wie alle Bettelorden, in Armut und verdienen ihren Lebensunterhalt durch Arbeiten handwerklicher, sozialer, pastoraler und pädagogischer Art. Franziskus von Assisi schreibt in seinem Testament an seine Brüder: „Ich arbeitete mit meinen Händen und will arbeiten; und es ist mein fester Wille, dass alle anderen Brüder eine Handarbeit verrichten, die ehrbar ist. Die es nicht können, sollen es lernen […]“. Auch Betteln diente dem Lebensunterhalt der Brüder.
Ein wichtiger Bestandteil des franziskanischen Lebens war die Seelsorge, die sie intensiver betrieben als andere kontemplative Orden. Daher siedelten sie sich vornehmlich dort an, wo der Bedarf an geistiger Fürsorge am größten war, in den langsam aufblühenden Städten. Da sie dennoch die notwendige Distanz zur laikalen Welt wahrten, können ihre Spuren vor allem in städtischen Randgebieten gefunden werden.
Gottes Wort vom Frieden und der Erlösung sollen sie vor allem durch ihr Beispiel, aber auch durch das Predigen verkünden. Die Predigt erlangt durch ihr vorbildliches apostolisches Leben, die vita apostolica, gewissermaßen eine höhere Glaubwürdigkeit. Das Leben der Franziskanerbrüder war und ist sehr bescheiden. Der Selbstanspruch, ein bewusstes Leben mit der Schöpfung zu führen, hängt eng mit der Abkehr von irdischem Reichtum zusammen. Durch die Betonung dieses Aspektes erlangen die Franziskaner seit Beginn der ökologischen Bewegung in den 1980er-Jahren ein verstärktes Ansehen. Papst Franziskus wählte 2015 für seine Enzyklika Laudato si’. Über die Sorge für das gemeinsame Haus zum Thema Umwelt- und Klimaschutz als Titel und Incipit den Anfang des Sonnengesangs des heiligen Franziskus.
Die Kirchen der Franziskaner sind als Bettelordenskirchen eher schlicht gehalten und beherbergen kaum Kunstschätze. Bemerkenswert ist allerdings die Größe der Bauten, die notwendig war, um die wachsenden Stadtbevölkerungen seelsorglich zu versorgen.
Das Taukreuz, auch bekannt als das Antoniuskreuz, ist das von Franz von Assisi gewählte Kennzeichen des Ordens. Er verstand es als Segenszeichen und verwendete es selbst als Unterschrift. Die Franziskanerknoten zieren das Ende der Kordel, die Zingulum genannt wird und mit der der Habit zusammengebunden wird. Es sind drei mehrfache Überhandknoten und symbolisieren die drei Evangelischen Räte der Armut, der Ehelosigkeit und des Gehorsams, zu denen sich jeder Franziskaner in der Profess verpflichtet.

### Aufgaben
Grundlegend für die franziskanische Spiritualität ist ein brüderliches Leben in einer evangeliumsgemäßen Lebensweise mit apostolischem, den Armen zugewandten Akzent. Die Aufgaben, die die Brüder übernehmen, erwachsen aus dieser Lebensweise und müssen mit ihr vereinbar sein. Daher sollen nach dem Willen des Franziskus Machtpositionen ausgeschlossen bleiben.
In Mitteleuropa haben die Franziskaner heute schwerpunktmäßig folgende Aufgaben übernommen:
- Pfarr- und Beichtseelsorge
- Wallfahrtsseelsorge
- Seelsorge für Franziskanerinnen und Mitglieder des Ordo Franciscanus Saecularis (OFS), früher  „Franziskanischer Dritter Orden“ bzw. „Franziskanische Gemeinschaft“
- Kategoriale Seelsorge (Jugendseelsorge, Altenseelsorge, Krankenhausseelsorge, Gefängnisseelsorge, Militärseelsorge)
- Exerzitien und religiöse Erwachsenenbildung
- Schulen und Internate
- Wissenschaft und Forschung
- Einsatz für Gerechtigkeit und Frieden.

Europäische Franziskaner sind als Missionare vor allem in Südamerika und Afrika tätig. Auch China war bis zum Zweiten Weltkrieg ein Schwerpunkt für das Engagement mehrerer deutscher Ordensprovinzen. Inzwischen sind überall einheimische, unabhängige Franziskanerprovinzen entstanden, in denen einheimische und europäische Brüder in „brüderlicher Assistenz“ zusammenarbeiten.

### Leitung
An der Spitze des Ordens steht der Generalminister, zurzeit (seit 2021) der Italiener Massimo Fusarelli. Er repräsentiert den Orden als Nachfolger des Ordensgründers Franziskus nach innen und außen und wird vom Generalkapitel des Ordens für 6 Jahre gewählt, einmalige Wiederwahl ist möglich. Dem Generalminister steht ein ebenfalls gewähltes Generaldefinitorium zur Seite. Sie bilden die Generalkurie des Ordens in Rom. Von 2017 bis 2021 gehörte der deutsche Franziskaner Bruder Jürgen Neitzert als Generaldefinitor der Leitung des Gesamtordens an. Der Generalkurie arbeiten die Generalsekretariate für „Mission und Evangelisierung“ und für „Ausbildung und Studien“ sowie das Generalbüro für „Gerechtigkeit, Frieden und Bewahrung der Schöpfung“ zu, sie koordinieren die Aktivitäten des Ordens in ihrem Bereich und geben Anregungen. 
Der Orden hat eine föderative Struktur, der zufolge die meisten Angelegenheiten von den einzelnen Provinzen des Ordens geregelt werden; die Ordensleitung des Gesamtordens hat für die Provinzen eine koordinierende, unterstützende und impulsgebende Funktion. Mehrere Provinzen tauschen sich jeweils in regionalen länderübergreifenden „Konferenzen“ aus. Die beiden Konvente in der Türkei und einige Konvente mit speziellen Aufgaben für den Gesamtorden sind direkt der Generalkurie unterstellt, ebenfalls die franziskanische Universität, die Päpstliche Universität Antonianum. An der Spitze einer Provinz steht ein Provinzialminister (meist kurz Provinzial genannt), sein Stellvertreter ist der Provinzvikar und zur Leitungsebene gehört ein Definitorium; alle werden für sechs Jahre vom Provinzkapitel gewählt.
Hausoberer oder Superior eines Konvents ist der Guardian, vertreten vom Vikar, einer kleineren Niederlassung steht ein Präses vor. Die Oberen werden vom Provinzkapitel bestimmt. 
Siehe auch: Liste der Generalminister

## Verbreitung
Der Orden hat rund 13.500 Mitglieder weltweit (13.513 zum 31. Dezember 2015). Die Franziskaner sind damit nach den Benediktinern und den Jesuiten der drittgrößte Männerorden der katholischen Kirche. Auf Deutschland bezogen ist die Franziskanische Familie (d. h. Franziskaner, Kapuziner und Minoriten) nach den Benediktinern (644 Mitglieder) die zweitstärkste Ordensgemeinschaft mit 552 Mitgliedern, gefolgt von den Jesuiten (306 Mitglieder).
Heute hat der Orden in Deutschland und Österreich je eine Provinz. In der Schweiz existiert eine zur österreichischen Provinz gehörende Kustodie.

### Deutschland
- Deutsche Franziskanerprovinz von der Heiligen Elisabeth mit Provinzialat in München (St.-Anna-Kloster), etwa 350 Brüder (September 2013) in 40 Niederlassungen.  Erster Provinzialminister war ab 2010 P. Norbert Plogmann, er starb am 26. Februar 2012. Nachfolger war P. Cornelius Bohl. Seit 2022 ist amtierender Provinzial P. Markus Fuhrmann.[19]

Bis zur Fusion am 1. Juli 2010 bestanden in Deutschland vier Provinzen:
- Bayerische Franziskanerprovinz vom Heiligen Antonius von Padua (Bavaria) mit Provinzialat in München
- Kölnische Franziskanerprovinz von den Heiligen Drei Königen (Colonia) mit Provinzialat in Düsseldorf
- Sächsische Franziskanerprovinz vom Heiligen Kreuz (Saxonia) mit Provinzialat in Hannover und einem Teil der Provinzverwaltung in Werl
- Thüringische Franziskanerprovinz von der Heiligen Elisabeth (Thuringia) mit Provinzialat in Fulda.

Außerdem gibt es in Deutschland Niederlassungen polnischer (Kloster Marienweiher, Kloster Gößweinstein, Bensheim, Amberg), kroatischer und brasilianischer (Kloster Mörmter, Kloster Bardel) Franziskanerprovinzen.

### Österreich und Südtirol
- Provinz vom Heiligen Leopold (Austria) mit Provinzialat in Salzburg, etwa 135 Brüder in 17 Klöstern[21]

Im Oktober 2007 wurden die Tiroler Franziskanerprovinz vom Seligen Engelbert Kolland mit Provinzialat in Innsbruck und die Wiener Franziskanerprovinz zum Heiligen Bernardin von Siena mit Provinzialat in Wien vereint.
Leitung/Provinzial
- 2007–2011 Rupert Schwarzl
- 2011–2021 Oliver Ruggenthaler[22]
- seit 2021 Fritz Wenigwieser

### Kustodie in der Schweiz
- Sitz des Kustos in Näfels, etwa 30 Brüder in vier Klöstern

## Bekannte Mitglieder des Franziskanerordens
- Siehe Kategorie:Franziskaner (OFM)

### Zum Orden
- Kaspar Elm: Die Franziskanerobservanz als Bildungsreform. In: Hartmut Boockmann, Bernd Moeller, Karl Stackmann (Hrsg.): Lebenslehren und Weltentwürfe im Übergang vom Mittelalter zur Neuzeit. Politik – Bildung – Naturkunde – Theologie. Bericht über Kolloquien der Kommission zur Erforschung der Kultur des Spätmittelalters 1983 bis 1987 (= Abhandlungen der Akademie der Wissenschaften in Göttingen: philologisch-historische Klasse. Folge III, Nr. 179). Vandenhoeck & Ruprecht, Göttingen 1989, ISBN 3-525-82463-7, S. 201–214.
- Helmut Feld: Die Franziskaner (= UTB 2011 Profile). Ulmer, Stuttgart 2008, ISBN 978-3-8252-3011-1.
- Heribert Holzapfel: Handbuch der Geschichte des Franziskanerordens. Freiburg/Breisgau 1909.
- Herbert Schneider: Die Franziskaner im deutschen Sprachgebiet. Leben und Ziele. Dietrich-Coelde-Verlag, Werl 1988, ISBN 3-87163-151-0.
- Paul Zahner: Franz von Assisi begegnen. Sankt-Ulrich-Verlag, Augsburg 2004, ISBN 3-936484-27-9.

### Zur Liturgie
- Schott-Messbuch für die Franziskanischen Ordensgemeinschaften in Deutschland, Österreich, in der Schweiz, Südtirol und Luxemburg. Mit Einführungen von den Benediktinern der Erzabtei Beuron. Herausgegeben von der Liturgischen Kommission der Germanischen Zirkumskription des Minderbrüderordens im Auftrage der Provinzen der Franziskaner, Kapuziner und Minoriten im deutschen Sprachgebiet. Verlag Herder, Freiburg im Breisgau 1986.
- Graduale Romano-Seraphicum continens Missas proprias Ordinis Fratrum Minorum ad normam Gradualis Editionis Vaticanae editum sollicitudine Rmi. P. Bonaventurae Marrani totius Ordinis FF. Minorum Ministri Generalis. Editio III. Typis Societatis S. Joannis Evangelistae, Desclee & Socii / S. Sedis Apostolicae et S. Rituum Congregationis Typographi, Parisiis, Tornaci, Romae 1932.